# Copa Mundial de Fútbol Juvenil de 1985
La Copa Mundial de Fútbol Juvenil de la FIFA URSS 1985 (en inglés: FIFA World Youth Championship USSR 1985, en ruso: Чемпионат мира по футболу среди молодёжных команд 1983) fue la V edición de la Copa Mundial de Fútbol Sub-20. Esta versión del torneo se realizó en la Unión Soviética, entre el 24 de agosto y el 7 de septiembre de 1985. Fue nuevamente ganada por la selección de Brasil, derrotando en un apretado partido a España por 1:0 en tiempo suplementario.
La mecánica fue la misma que su antecesora, México 1983, con fase de grupos, clasificándose los dos primeros de cada uno a cuartos de final, donde en eliminación directa se llegaría hasta la final.

## Sedes
El campeonato se efectuó en 10 sedes:
| Unión Soviética                                                     | Unión Soviética    | Unión Soviética         | Unión Soviética          | Unión Soviética    |
| Moscú                                                               | Leningrado         | Tiflis                  | Tiflis                   | Ereván             |
| ------------------------------------------------------------------- | ------------------ | ----------------------- | ------------------------ | ------------------ |
| Estadio Olímpico Luzhnikí                                           | Estadio S.M. Kirov | Estadio Borís Paichadze | Estadio Mikheil Meskhi   | Estadio Hrazdan    |
| Capacidad: 103,000                                                  | Capacidad: 72,000  | Capacidad: 74,354       | Capacidad: 36,000        | Capacidad: 70,000  |
|                                                                     |                    |                         |                          |                    |
| Moscú Leningrado Tiflis Ereván · Hoktemberyan Minsk Bakú · Sumqayit |                    |                         |                          |                    |
| Minsk                                                               | Minsk              | Bakú                    | Sumqayit                 | Hoktemberyan       |
| Estadio Dinamo                                                      | Estadio Traktar    | Estadio Tofiq Bəhramov  | Estadio Mehdi Huseynzade | Estadio Yubileynyi |
| Capacidad: 40,000                                                   | Capacidad: 17,600  | Capacidad: 30,000       | Capacidad: 15,500        | Capacidad: 10,000  |
|                                                                     |                    |                         |                          |                    |

## Equipos participantes
Además del anfitrión URSS, 15 equipos clasificaron a la fase final del torneo a través de los torneos realizados por cada una de las restantes seis confederaciones.
- Un equipo de Oceanía clasificó en el Campeonato Sub-20 de la OFC 1985.[1]
- Dos equipos de centro y Norteamérica clasificaron en el Torneo Sub-20 de la Concacaf 1984, realizado en tres fases: la primera con cuatro grupos donde pasaban los dos primeros, quienes se organizaban en dos grupos, pasando a semifinales los dos primeros de cada uno. Este campeonato se realizó en Trinidad y Tobago entre el 19 de agosto y el 8 de septiembre, siendo el ganador México, derrotando en la final a Canadá 2:1. Ambos fueron al mundial.[2]
- Dos equipos asiáticos clasificaron en el Campeonato Juvenil de la AFC 1985 disputado en los Emiratos Árabes Unidos, donde el campeón fue China, derrotando en la final al conjunto de Arabia Saudita.[3]
- Dos equipos africanos clasificaron en el Campeonato Juvenil Africano de 1985 disputado en Nigeria, donde la selección local derrotó en la final a Túnez.[4]
- Tres equipos sudamericanos clasificaron en el Campeonato Sudamericano Sub-20 de 1985 disputado en Paraguay, cuyo campeón fue Brasil.[5]
- Seis representantes europeos clasificaron en el Campeonato Europeo Sub-18 1984 disputado en la Unión Soviética. El campeón fue Hungría, quien derrotó en la final a la Unión Soviética.[6]

Los 16 equipos fueron posteriormente separados en cuatro grupos. En cursiva, los equipos debutantes.
| Clasificatorias | Clasificatorias | Clasificatorias | Clasificatorias | Clasificatorias | Clasificatorias |
| --------------- | --------------- | --------------- | --------------- | --------------- | --------------- |
| África          | Asia            | Europa          | Norteamérica    | Oceanía         | Sudamérica      |

| Arabia Saudita | Canadá   | Hungría    | Nigeria         |
| Australia      | China    | Inglaterra | Paraguay        |
| Brasil         | Colombia | Irlanda    | Túnez           |
| Bulgaria       | España   | México     | Unión Soviética |

## Desarrollo
Dividido en dos fases, una de grupos y otra de eliminación directa a partir de los cuartos de final, la Unión Soviética tuvo una destacada participación como anfitrión, llegando invicto hasta semifinales, donde perdió con el subcampeón España. En la de grupos, en una apretada definición Bulgaria y Colombia  pasaron a segunda ronda dejando fuera por diferencia de goles a Hungría. Mientras esto ocurría en el grupo A, en el B Brasil no tuvo mayores inconvenientes, y junto a España pasaron a segunda fase, dejando fuera a estos últimos a la selección de Arabia Saudita por diferencia de gol. En el grupo C Nigeria y la URSS pasaron sin mayores problemas, mientras que en el D la sorpresa la daba China que dejaba fuera a Paraguay e Inglaterra, y junto a México pasaban a cuartos de final.
En cuartos de final, Brasil tuvo un limpia pasada a semifinales derrotando 6:0 a Colombia, mientras que España, URSS y Nigeria, en resultados más apretados, pero siempre dentro de los 90 minutos, pasaron a la siguiente ronda. Ya en semifinales, el eterno candidato verdeamarello superó a Nigeria sin mayores sobresaltos, mientras que la España tuvo que llegar hasta los penales para doblegar al local. En la definición por el tercer lugar, nuevamente la URSS no pudo y esta vez sucumbió frente a Nigeria, mientras que Brasil obtuvo su segundo campeonato consecutivo.

## Resultados
- Los horarios corresponden a la hora de Moscú (UTC+3)

### Primera fase

#### Grupo A
| Selección | Pts. | PJ | PG | PE | PP | GF | GC | Dif. |
| --------- | ---- | -- | -- | -- | -- | -- | -- | ---- |
| Bulgaria  | 4    | 3  | 1  | 2  | 0  | 4  | 2  | +2   |
| Colombia  | 4    | 3  | 1  | 2  | 0  | 5  | 4  | +1   |
| Hungría   | 4    | 3  | 1  | 2  | 0  | 5  | 4  | +1   |
| Túnez     | 0    | 3  | 0  | 0  | 3  | 2  | 6  | −4   |

| 24 de agosto de 1985, 15:00 | Hungría                        | 2:2 (0:0) | Colombia                  | Estadio Hrazdan, Ereván                                           |                                                                   |
|                             | Pinter 59' (pen.) · Zsinka 85' | Reporte   | Pérez 88' · Rodríguez 89' | Asistencia: 10.000 espectadores Árbitro(s): George Sandoz (Suiza) | Asistencia: 10.000 espectadores Árbitro(s): George Sandoz (Suiza) |

| 24 de agosto de 1985, 19:00 | Túnez | 0:2 (0:1) | Bulgaria                   | Estadio Hrazdan, Ereván                                                   |                                                                           |
|                             |       | Reporte   | Mikhtarski 32' · Penev 78' | Asistencia: 14.000 espectadores Árbitro(s): Joseph B. Worral (Inglaterra) | Asistencia: 14.000 espectadores Árbitro(s): Joseph B. Worral (Inglaterra) |

| 26 de agosto de 1985, 19:00 | Hungría                         | 2:1 (0:0) | Túnez      | Estadio Hrazdan, Ereván                                                              |                                                                                      |
|                             | Pinter 60' (pen.) · Fischer 87' | Reporte   | Touati 46' | Asistencia: 19.000 espectadores Árbitro(s): Juan Francisco Escobar Valdez (Paraguay) | Asistencia: 19.000 espectadores Árbitro(s): Juan Francisco Escobar Valdez (Paraguay) |

| 27 de agosto de 1985, 19:00 | Colombia    | 1:1 (0:0) | Bulgaria       | Estadio Hrazdan, Ereván                                                        |                                                                                |
|                             | Trellez 74' | Reporte   | Kalaydjiev 69' | Asistencia: 15.000 espectadores Árbitro(s): Jassim Mandi Abdul-Rahman (Baréin) | Asistencia: 15.000 espectadores Árbitro(s): Jassim Mandi Abdul-Rahman (Baréin) |

| 29 de agosto de 1985, 19:00 | Bulgaria       | 1:1 (0:0) | Hungría    | Estadio Hrazdan, Ereván                                                     |                                                                             |
|                             | Kostadinov 50' | Reporte   | Fisher 80' | Asistencia: 17.000 espectadores Árbitro(s): Edgardo Codesal Méndez (México) | Asistencia: 17.000 espectadores Árbitro(s): Edgardo Codesal Méndez (México) |

| 29 de agosto de 1985, 18:30 | Colombia                  | 2:1 (1:0) | Túnez        | Estadio Yubileynyi, Hoktemberyan                                                |                                                                                 |
|                             | Castaño 19' · Trellez 68' | Reporte   | Abdelhak 76' | Asistencia: 9.000 espectadores Árbitro(s): Vladimir Kuznetsov (Unión Soviética) | Asistencia: 9.000 espectadores Árbitro(s): Vladimir Kuznetsov (Unión Soviética) |

#### Grupo B
| Selección      | Pts. | PJ | PG | PE | PP | GF | GC | Dif. |
| -------------- | ---- | -- | -- | -- | -- | -- | -- | ---- |
| Brasil         | 6    | 3  | 3  | 0  | 0  | 5  | 1  | +4   |
| España         | 3    | 3  | 1  | 1  | 1  | 4  | 4  | 0    |
| Arabia Saudita | 3    | 3  | 1  | 1  | 1  | 1  | 1  | 0    |
| Irlanda        | 0    | 3  | 0  | 0  | 3  | 3  | 7  | −4   |

| 24 de agosto de 1985, 15:00 | Irlanda   | 1:2 (0:1) | Brasil                | Estadio Borís Paichadze, Tiflis                                   |                                                                   |
|                             | Tuite 86' | Reporte   | Balalo 20' · Dida 80' | Asistencia: 45.000 espectadores Árbitro(s): Nouhoum Traore (Malí) | Asistencia: 45.000 espectadores Árbitro(s): Nouhoum Traore (Malí) |

| 24 de agosto de 1985, 19:00 | Arabia Saudita | 0:0     | España | Estadio Borís Paichadze, Tiflis                                          |                                                                          |
|                             |                | Reporte |        | Asistencia: 25.000 espectadores Árbitro(s): Antonio Evangelista (Canadá) | Asistencia: 25.000 espectadores Árbitro(s): Antonio Evangelista (Canadá) |

| 26 de agosto de 1985, 19:00 | Irlanda | 0:1 (0:0) | Arabia Saudita       | Estadio Borís Paichadze, Tiflis                                      |                                                                      |
|                             |         | Reporte   | Al Dosari 54' (pen.) | Asistencia: 20.000 espectadores Árbitro(s): Berny Ulloa (Costa Rica) | Asistencia: 20.000 espectadores Árbitro(s): Berny Ulloa (Costa Rica) |

| 27 de agosto de 1985, 19:00 | Brasil                   | 2:0 (0:0) | España | Estadio Borís Paichadze, Tiflis                                     |                                                                     |
|                             | Luciano 50' · Balalo 65' | Reporte   |        | Asistencia: 20.000 espectadores Árbitro(s): Jamal Al Sharif (Siria) | Asistencia: 20.000 espectadores Árbitro(s): Jamal Al Sharif (Siria) |

| 29 de agosto de 1985, 19:00 | Irlanda                       | 2:4 (0:2) | España                             | Estadio Borís Paichadze, Tiflis                                          |                                                                          |
|                             | Mooney 51' · Kelch 56' (pen.) | Reporte   | Fernando 3', 61' · Losada 35', 85' | Asistencia: 9.800 espectadores Árbitro(s): Jesús Díaz Palacio (Colombia) | Asistencia: 9.800 espectadores Árbitro(s): Jesús Díaz Palacio (Colombia) |

| 29 de agosto de 1985, 19:00 | Brasil     | 1:0 (1:0) | Arabia Saudita | Estadio Mikheil Meskhi, Tiflis                                               |                                                                              |
|                             | Müller 35' | Reporte   |                | Asistencia: 9.000 espectadores Árbitro(s): Yuriy Savchenko (Unión Soviética) | Asistencia: 9.000 espectadores Árbitro(s): Yuriy Savchenko (Unión Soviética) |

#### Grupo C
| Selección       | Pts. | PJ | PG | PE | PP | GF | GC | Dif. |
| --------------- | ---- | -- | -- | -- | -- | -- | -- | ---- |
| Unión Soviética | 5    | 3  | 2  | 1  | 0  | 7  | 1  | +6   |
| Nigeria         | 4    | 3  | 2  | 0  | 1  | 6  | 4  | +2   |
| Australia       | 2    | 3  | 0  | 2  | 1  | 2  | 3  | −1   |
| Canadá          | 1    | 3  | 0  | 1  | 2  | 0  | 7  | −7   |

| 24 de agosto de 1985, 15:00 | Unión Soviética | 0:0     | Australia | Estadio Dínamo de Minsk, Minsk                                                  |                                                                                 |
|                             |                 | Reporte |           | Asistencia: 16.000 espectadores Árbitro(s): Victoriano Sánchez Arminio (España) | Asistencia: 16.000 espectadores Árbitro(s): Victoriano Sánchez Arminio (España) |

| 24 de agosto de 1985, 19:00 | Nigeria                | 2:0 (1:0) | Canadá | Estadio Dínamo de Minsk, Minsk                                     |                                                                    |
|                             | Monday 1' · Siasia 78' | Reporte   |        | Asistencia: 25.000 espectadores Árbitro(s): Luigi Agnolin (Italia) | Asistencia: 25.000 espectadores Árbitro(s): Luigi Agnolin (Italia) |

| 26 de agosto de 1985, 19:00 | Unión Soviética                     | 2:1 (2:0) | Nigeria     | Estadio Dínamo de Minsk, Minsk                                         |                                                                        |
|                             | Khudozhilov 23' (pen.) · Chedia 41' | Reporte   | Anunobi 81' | Asistencia: 23.000 espectadores Árbitro(s): José Ramiz Wright (Brasil) | Asistencia: 23.000 espectadores Árbitro(s): José Ramiz Wright (Brasil) |

| 27 de agosto de 1985, 19:00 | Australia | 0:0        | Canadá | Estadio Dínamo de Minsk, Minsk                                   |                                                                  |
|                             |           | [ Reporte] |        | Asistencia: 8.000 espectadores Árbitro(s): Ali Bennaucer (Túnez) | Asistencia: 8.000 espectadores Árbitro(s): Ali Bennaucer (Túnez) |

| 29 de agosto de 1985, 19:00 | Unión Soviética                                                                     | 5:0 (2:0) | Canadá | Estadio Dínamo de Minsk, Minsk                                     |                                                                    |
|                             | Ketashvili 38' · Tatarchuk 39' · Ivanauskas 60' · Sklyarov 64' (pen.) · Kuzhlev 79' | Reporte   |        | Asistencia: 16.000 espectadores Árbitro(s): Joël Quiniou (Francia) | Asistencia: 16.000 espectadores Árbitro(s): Joël Quiniou (Francia) |

| 29 de agosto de 1985, 19:00 | Australia                          | 2:3 (2:0) | Nigeria                                | Estadio Traktar, Minsk                                           |                                                                  |
|                             | Panagis 27' · Kalantzis 38' (pen.) | Reporte   | Adeleye 63' · Monday 78' · Anunobi 79' | Asistencia: 9.000 espectadores Árbitro(s): Shizuo Takada (Japón) | Asistencia: 9.000 espectadores Árbitro(s): Shizuo Takada (Japón) |

#### Grupo D
| Selección  | Pts. | PJ | PG | PE | PP | GF | GC | Dif. |
| ---------- | ---- | -- | -- | -- | -- | -- | -- | ---- |
| México     | 6    | 3  | 3  | 0  | 0  | 6  | 1  | +5   |
| China      | 4    | 3  | 2  | 0  | 1  | 5  | 4  | +1   |
| Paraguay   | 1    | 3  | 0  | 1  | 2  | 3  | 6  | −3   |
| Inglaterra | 1    | 3  | 0  | 1  | 2  | 2  | 5  | −3   |

| 24 de agosto de 1985, 15:00 | Inglaterra                 | 2:2 (2:1) | Paraguay                | Estadio Tofiq Bəhramov, Bakú                                       |                                                                    |
|                             | Wakenshaw 19' · Priest 31' | Reporte   | Cartaman 41' · Jara 74' | Asistencia: 40.000 espectadores Árbitro(s): Laszlo Padar (Hungría) | Asistencia: 40.000 espectadores Árbitro(s): Laszlo Padar (Hungría) |

| 24 de agosto de 1985, 19:00 | China        | 1:3 (0:3) | México                                   | Estadio Tofiq Bəhramov, Bakú                                                 |                                                                              |
|                             | Gong Lei 68' | Reporte   | Ambriz 19' (pen.) · García Aspe 30', 45' | Asistencia: 30.000 espectadores Árbitro(s): William K. Munro (Nueva Zelanda) | Asistencia: 30.000 espectadores Árbitro(s): William K. Munro (Nueva Zelanda) |

| 26 de agosto de 1985, 19:00 | Inglaterra | 0:2 (0:0) | China                         | Estadio Tofiq Bəhramov, Bakú                                                 |                                                                              |
|                             |            | Reporte   | Gao Hongbo 76' · Gong Lei 89' | Asistencia: 12.000 espectadores Árbitro(s): Juan Daniel Cardellino (Uruguay) | Asistencia: 12.000 espectadores Árbitro(s): Juan Daniel Cardellino (Uruguay) |

| 27 de agosto de 1985, 19:00 | Paraguay | 0:2 (0:1) | México                     | Estadio Tofiq Bəhramov, Bakú                                             |                                                                          |
|                             |          | Reporte   | Cruz 22' · García Aspe 70' | Asistencia: 7.000 espectadores Árbitro(s): Edwin Picon-Ackong (Mauricio) | Asistencia: 7.000 espectadores Árbitro(s): Edwin Picon-Ackong (Mauricio) |

| 29 de agosto de 1985, 19:00 | Inglaterra | 0:1 (0:1) | México      | Estadio Tofiq Bəhramov, Bakú                                     |                                                                  |
|                             |            | Reporte   | Becerra 34' | Asistencia: 12.000 espectadores Árbitro(s): Hernán Silva (Chile) | Asistencia: 12.000 espectadores Árbitro(s): Hernán Silva (Chile) |

| 29 de agosto de 1985, 19:00 | Paraguay    | 1:2 (1:1) | China                              | Estadio Mehdi Huseynzade, Sumqayit                                    |                                                                       |
|                             | Mereles 17' | Reporte   | Song Lianyong 14' · Gao Hongbo 76' | Asistencia: 15.500 espectadores Árbitro(s): David F.T. Syme (Escocia) | Asistencia: 15.500 espectadores Árbitro(s): David F.T. Syme (Escocia) |

### Segunda fase
|  | Cuartos de final         | Cuartos de final             |                         |       | Semifinales                  | Semifinales                  |  |  | Final | Final |
|  |                          |                              |                         |       |                              |                              |  |  |       |       |
|  | 1 de septiembre – Ereván |                              |                         |       |                              |                              |  |  |       |       |
|  |                          |                              |                         |       |                              |                              |  |  |       |       |
|  | Bulgaria                 | 1                            |                         |       |                              |                              |  |  |       |       |
|  | Bulgaria                 | 1                            | 4 de septiembre – Moscú |       |                              |                              |  |  |       |       |
|  | España                   | 2                            |                         |       |                              |                              |  |  |       |       |
|  | España                   | 2                            | España (p.)             | 2 (4) |                              |                              |  |  |       |       |
|  | 1 de septiembre – Minsk  |                              | España (p.)             | 2 (4) |                              |                              |  |  |       |       |
|  |                          | Unión Soviética              | 2 (3)                   |       |                              |                              |  |  |       |       |
|  | Unión Soviética          | Unión Soviética              | 2 (3)                   | 1     |                              |                              |  |  |       |       |
|  | Unión Soviética          |                              | 7 de septiembre – Moscú | 1     |                              |                              |  |  |       |       |
|  | China                    | 0                            |                         |       |                              |                              |  |  |       |       |
|  | China                    | 0                            | España                  | 0     |                              |                              |  |  |       |       |
|  | 1 de septiembre – Tiflis |                              | España                  | 0     |                              |                              |  |  |       |       |
|  |                          | Brasil (t.s.)                | 1                       |       |                              |                              |  |  |       |       |
|  | Brasil                   | Brasil (t.s.)                | 1                       | 6     |                              |                              |  |  |       |       |
|  | Brasil                   | 4 de septiembre – Leningrado |                         | 6     |                              |                              |  |  |       |       |
|  | Colombia                 | 0                            |                         |       |                              |                              |  |  |       |       |
|  | Colombia                 | 0                            | Brasil                  | 2     |                              |                              |  |  |       |       |
|  | 1 de septiembre – Bakú   |                              | Brasil                  | 2     |                              |                              |  |  |       |       |
|  |                          | Nigeria                      | 0                       |       | Partido por el tercer puesto | Partido por el tercer puesto |  |  |       |       |
|  | México                   | Nigeria                      | 0                       | 1     | Partido por el tercer puesto | Partido por el tercer puesto |  |  |       |       |
|  | México                   |                              | 7 de septiembre – Moscú | 1     |                              |                              |  |  |       |       |
|  | Nigeria                  | 2                            |                         |       |                              |                              |  |  |       |       |
|  | Nigeria                  | 2                            | Unión Soviética         | 0 (1) |                              |                              |  |  |       |       |
|  |                          |                              |                         |       |                              |                              |  |  |       |       |
|  | Nigeria (p.)             | 0 (3)                        |                         |       |                              |                              |  |  |       |       |
|  | Nigeria (p.)             | 0 (3)                        |                         |       |                              |                              |  |  |       |       |

#### Cuartos de final
| 1 de septiembre de 1985, 19:00 | Bulgaria      | 1:2 (0:1) | España                              | Estadio Hrazdan, Ereván                                                    |                                                                            |
|                                | Kostadinov 47 | Reporte   | Marcelino 33' · Fernando 67' (pen.) | Asistencia: 20.500 espectadores Árbitro(s): Joseph B. Worrall (Inglaterra) | Asistencia: 20.500 espectadores Árbitro(s): Joseph B. Worrall (Inglaterra) |

| 1 de septiembre de 1985, 17:00 | Brasil                                                   | 6:0 (0:0) | Colombia | Estadio Borís Paichadze, Tiflis                                      |                                                                      |
|                                | Gérson 51', 69', 90' · Silas 54' · Dida 72' · Müller 81' | Reporte   |          | Asistencia: 20.000 espectadores Árbitro(s): Berny Ulloa (Costa Rica) | Asistencia: 20.000 espectadores Árbitro(s): Berny Ulloa (Costa Rica) |

| 1 de septiembre de 1985, 17:00 | Unión Soviética | 1:0 (1:0) | China | Estadio Dínamo de Minsk, Minsk                                    |                                                                   |
|                                | Kuzhlev 1'      | Reporte   |       | Asistencia: 40.000 espectadores Árbitro(s): Ali Bennaucer (Túnez) | Asistencia: 40.000 espectadores Árbitro(s): Ali Bennaucer (Túnez) |

| 1 de septiembre de 1985, 17:00 | México     | 1:2 (0:2) | Nigeria                     | Estadio Tofiq Bəhramov, Bakú                                                 |                                                                              |
|                                | Medina 50' | Reporte   | Igbinabaro 33' · Monday 35' | Asistencia: 20.000 espectadores Árbitro(s): Juan Daniel Cardellino (Uruguay) | Asistencia: 20.000 espectadores Árbitro(s): Juan Daniel Cardellino (Uruguay) |

#### Semifinales
| 4 de septiembre de 1985, 18:00 | Brasil                  | 2:0 (2:0) | Nigeria | Estadio S.M. Kirov, Leningrado                                     |                                                                    |
|                                | Müller 22' · Balalo 44' | Reporte   |         | Asistencia: 51.500 espectadores Árbitro(s): Joel Quiniou (Francia) | Asistencia: 51.500 espectadores Árbitro(s): Joel Quiniou (Francia) |

| 4 de septiembre de 1985, 19:00 | España                       | 2:2 (1:1, 0:1) (t. s.)(4:3 p.) | Unión Soviética                  | Estadio Olímpico Luzhnikí, Moscú                                      |                                                                       |
|                                | Losada 70' · Goikoetxea 120' | Reporte                        | Khudojilov 38' · Ivanauskas 107' | Asistencia: 51.500 espectadores Árbitro(s): Hernan Silva Arce (Chile) | Asistencia: 51.500 espectadores Árbitro(s): Hernan Silva Arce (Chile) |

#### Tercer lugar
| 7 de septiembre de 1985, 13:00 | Unión Soviética | 0:0 (0:0, 0:0) (t. s.)(1:3 p.) | Nigeria | Estadio Olímpico Luzhnikí, Moscú                                               |                                                                                |
|                                |                 | Reporte                        |         | Asistencia: 12.500 espectadores Árbitro(s): Jassim Mandi Abdul-Rahman (Baréin) | Asistencia: 12.500 espectadores Árbitro(s): Jassim Mandi Abdul-Rahman (Baréin) |

#### Final
| 7 de septiembre de 1985, 19:00 | Brasil       | 1:0 (0:0, 0:0) (t. s.) | España | Estadio Olímpico Luzhnikí, Moscú                                          |                                                                           |
|                                | Henrique 92' | Reporte                |        | Asistencia: 41.000 espectadores Árbitro(s): David F. T. Syme (Inglaterra) | Asistencia: 41.000 espectadores Árbitro(s): David F. T. Syme (Inglaterra) |

## Campeón
|                           |
| Bandera de Brasil         |
| Campeón Brasil 2.º título |

## Estadísticas
| Pos. | Equipo          | Pts. | PJ | PG | PE | PP | GF | GC | Dif. | Rend.  |
| ---- | --------------- | ---- | -- | -- | -- | -- | -- | -- | ---- | ------ |
| 1    | Brasil          | 12   | 6  | 6  | 0  | 0  | 14 | 1  | +13  | 100,0% |
| 2    | España          | 6    | 6  | 2  | 2  | 2  | 8  | 8  | 0    | 50,0%  |
| 3    | Nigeria         | 7    | 6  | 3  | 1  | 2  | 8  | 7  | +1   | 58,3%  |
| 4    | Unión Soviética | 9    | 6  | 3  | 3  | 0  | 10 | 3  | +7   | 75,0%  |
| 5    | México          | 6    | 4  | 3  | 0  | 1  | 7  | 3  | +4   | 75,0%  |
| 6    | Bulgaria        | 4    | 4  | 1  | 2  | 1  | 5  | 4  | +1   | 50,0%  |
| 7    | China           | 4    | 4  | 2  | 0  | 2  | 5  | 5  | 0    | 50,0%  |
| 8    | Colombia        | 4    | 4  | 1  | 2  | 1  | 5  | 10 | -5   | 50,0%  |
| 9    | Hungría         | 4    | 3  | 1  | 2  | 0  | 5  | 4  | +1   | 66,6%  |
| 10   | Arabia Saudita  | 3    | 3  | 1  | 1  | 1  | 1  | 1  | 0    | 50,0%  |
| 11   | Australia       | 2    | 3  | 0  | 2  | 1  | 2  | 3  | -1   | 33,3%  |
| 12   | Paraguay        | 1    | 3  | 0  | 1  | 2  | 3  | 6  | -3   | 16,6%  |
| 13   | Inglaterra      | 1    | 3  | 0  | 1  | 2  | 2  | 5  | -3   | 16,6%  |
| 14   | Canadá          | 1    | 3  | 0  | 1  | 2  | 0  | 7  | -7   | 16,6%  |
| 15   | Irlanda         | 0    | 3  | 0  | 0  | 3  | 3  | 7  | -4   | 0,0%   |
| 16   | Túnez           | 0    | 3  | 0  | 0  | 3  | 2  | 6  | -4   | 0,0%   |

## Premios
| Balón de Oro        | Balón de Plata | Balón de Bronce   |
| ------------------- | -------------- | ----------------- |
| Paulo Silas         | Gérson         | Juan Carlos Unzué |
| Botín de Oro        | Botín de Plata | Botín de Bronce   |
| Sebastián Losada    | Fernando       | Odiaka Monday     |
| 3 goles             | 3 goles        | 3 goles           |
| Premio al Fair Play |                |                   |
| Colombia            |                |                   |

## Goleadores
| Jugador             | Selección | Goles |
| ------------------- | --------- | ----- |
| Sebastián Losada    | España    | 3     |
| Fernando            | España    | 3     |
| Odiaka Monday       | Nigeria   | 3     |
| Alberto García Aspe | México    | 3     |
| Gérson              | Brasil    | 3     |
| Balalo              | Brasil    | 3     |
| Müller              | Brasil    | 3     |

## Futbolistas destacados[citarequerida]
| - Emil Kostadinov - Krassimir Balakov - Luboslav Penev - Juan Carlos Unzué - Rafa Paz - Jon Andoni Goikoetxea - Alberto García Aspe | - Cláudio Taffarel - Paulo Silas - Virginio Cáceres - René Higuita - John Trellez - Eduardo Niño - Francisco Javier Cruz |